# アントニン・スカリア
アントニン・スカリア（Antonin Gregory Scalia、1936年3月11日 - 2016年2月12日/2月13日）は、アメリカ合衆国の判事。ロナルド・レーガンが合衆国最高裁判所の陪席判事として任命し、1986年から逝去する2016年まで務め。在任期間が最も長い判事として知られていた。イタリア系アメリカ人として初めて合衆国最高裁判所の判事に就任したことでも有名である。学位はジョージタウン大学でのB.A. in History summa cum laudeと、ハーバード・ロー・スクールでの Juris Doctor magna cum laudeである。
2019年にドナルド・トランプが労働長官に指名したジーン・スカリア (Eugene Scalia) は息子である。

## 判決の傾向
保守的判決を下すことが多く、「原意主義」（合衆国憲法の意味は時代にともない変化することはないという法哲学）で知られた。同性婚や人工中絶に反対し、また銃規制と憲法修正第2条の解釈では、銃を所有し携帯する市民の権利を擁護した。

## 後任人事
2016年2月13日、狩猟の旅行先のテキサス州で就寝中に死去した。3月16日、バラク・オバマ大統領はメリック・ガーランド判事を指名したが、共和党優勢の上院は承認拒否。共和党上院院内総務ミッチ・マコネルは「選挙の年の後任判事任命は控えるべき」と主張した。翌年、トランプ大統領が指名したニール・ゴーサッチ承認が難航したため、マコネルは上院の単純過半数で審議を終え最終採決に持ち込めるよう上院規則を変更した。ゴーサッチが後任として承認されたのは2017年4月7日である。